# Greg Davies
Pour les articles homonymes, voir Davies.
Gregory Daniel « Greg » Davies (né le 14 mai 1968) est un humoriste et acteur britannique connu pour les rôles de Greg dans We Are Klang, M. Phil Gilbert dans The Inbetweeners et Ken Thompson dans Cuckoo, ainsi que pour ses apparitions dans les émissions Mock the Week, Would I Lie to You? et Fast and Loose. Il est aussi apparu sur la scène de l'émission de la BBC Live at the Apollo. Il présente depuis 2015 le jeu télévisé Taskmaster.

## Biographie

### Jeunesse
Greg Davies est né à Saint-Asaph, dans le Denbighshire. Ses parents vivaient alors en Angleterre, mais son père, gallois, conduisit sa mère Pauline de l'autre côté de la frontière pour s'assurer qu'il naîtrait au Pays de Galles. Il a grandi à Wem, une petite ville du nord du Shropshire, le comté qu'il considère comme sa région d'origine,. Il a également une sœur.
Davies fait ses études à la Thomas Adams School puis à l'Université de Brunel, où il étudie l'anglais et le théâtre. Avant d'entreprendre une carrière en comédie, il enseigne ces matières au lycée pendant 13 ans à la Langleywood School (Slough), à l'Orleans Park School (Twickenham), et à la Sandhurst School (en) (Sandhurst).

### Carrière
En 2005, Greg Davies joue la caricature du joueur de cricket W. G. Grace dans une série de publicités pour Channel 4 à l'époque où la chaîne de télévision couvrait The Ashes.
En 2007, il est nommé trois fois aux Chortle Awards, dans les catégories « Breakthrough Act » (pour son stand-up), « Best Sketch, Variety or Character Act », et « Best Full-Length Show » (les deux derniers pour son sketch de groupe We Are Klang).
En 2010, son premier one man show intitulé Firing Cheeseballs at a Dog est nommé aux Fosters Edinburgh Comedy Awards du Festival d’Édimbourg. Il part ensuite pour sa première tournée à l'automne suivant. Il est également nommé au Edinburgh Fringe's Malcolm Hardee "Act Most Likely to Make a Million Quid" Award.
À partir d'octobre 2013, Greg Davies joue Dan dans la sitcom Man Down de Channel 4, rôle d'un homme qui déteste son travail de professeur, aux côtés de Rik Mayall qui joue son père. Channel 4 commande un épisode spécial de Noël avant la diffusion de la première saison, et une seconde saison est annoncée au cours de la tournée de son spectacle The Back of My Mum's Head, avant la mort de Rik Mayall en juin 2014. Après la mort de ce dernier, Greg Davies rencontre des responsables de Channel 4 pour discuter de l'avenir de la série. Rik Mayall devait avoir un rôle plus important dans la deuxième saison. Channel 4 annonce plus tard que Man Down serait de retour pour une deuxième saison en 2015. La salle de classe qui sert de décor dans la série est la même que celle dans laquelle Greg Davies a enseigné à la Sandhurst School.
En décembre 2015, Greg Davies joue le rôle de Tony, l'oncle des personnages de Russel et Kerry Howard dans la comédie dramatique A Gert Lush Chritsmas diffusée sur BBC Two. Le jour de Noël, il joue le Roi Hydroflax dans l'épisode spécial de la série britannique Doctor Who intitulé « Les Maris de River Song » (2015).
En juillet 2015, Greg Davies est choisi pour incarner le Taskmaster dans le jeu télévisé du même nom sur la chaîne Dave.

### Vie privée
Greg Davies est remarquablement grand, mesurant 2m03, tandis que sa pointure de pieds fait du 46,.
Il a entretenu une relation avec Liz Kendall, une femme politique appartenant au Labour Party qui est notamment réélue députée en 2015 pour la circonscription de Leicester West. Cependant, le couple se sépare quelques mois seulement avant les élections générales de 2015,.
En février 2017, Greg Davies est le sujet de la série généalogique de la BBC Who Do You Think You Are? Lors de l'émission, il retourne à Porthmadog, ville d'origine de la famille de son père ; il y découvre que sa grand-mère Edith et la sœur de cette dernière, Rebecca, étaient illégitimes. Son arrière-grand-père William Owen avait formé une deuxième famille dans la ville de Stanleytown dans la Rhondda Valley, au sud du Pays de Galles. Comme beaucoup de gens dans le nord du pays de Galles, Greg Davies descendrait d'Owain Gwynedd,.

## Filmographie
- 2006 : Girls? Eugh!
- 2007 : The Musical Storytellers Ginger & Black : Mr Hopkirk
- 2007 : Saxondale : Dunc
- 2008 : The Wall : plusieurs personnages
- 2008-2010 : Les Boloss : Loser attitude : Mr Phil Gilbert
- 2009 : We Are Klang : Greg
- 2011 : Fast and Loose : Lui-même
- 2011 : Les Boloss : Mr Phil Gilbert
- 2011 : Greg Davies Live – Firing Cheeseballs at a Dog
- 2012-2019 : Cuckoo : Ken
- 2013 : Greg Davies Live – The Back of My Mum's Head : Lui-même
- 2013-2017 : Man Down : Dan
- 2014 : This Is Jinsy : Jennitta Bishard
- 2014 : The Inbetweeners 2 : Mr Phil Gilbert
- 2015-présent : Taskmaster : Lui-même
- 2015 : A Gert Lush Christmas : Uncle Tony
- 2015 : Doctor Who : King Hydroflax
- 2016 : Astérix : Le Domaine des dieux[26] : Le Centurion (doublage anglais)
- 2017 : Who Do You Think You Are?
- 2017 : Comic Relief 2017 : Lui-même
- 2018 : Teen Titans Go! Le film : Balloon Man (doublage anglais)
- 2019 : The Inbetweeners: Fwends Reunited : Lui-même
- 2021 : The Cleaner : Paul Wickstead
- 2021 : Never Mind the Buzzcocks : Lui-même (présentateur)